# Poziția copilului
Instinto Maternal (no original em romeno Poziția copilului) é um filme romeno de 2013 dirigido por Calin Peter Netzer. Foi lançado em 8 de março de 2013 e, neste ano, venceu o Urso de Ouro (melhor filme) do Festival de Berlim.